# Wilderness-Nationalpark

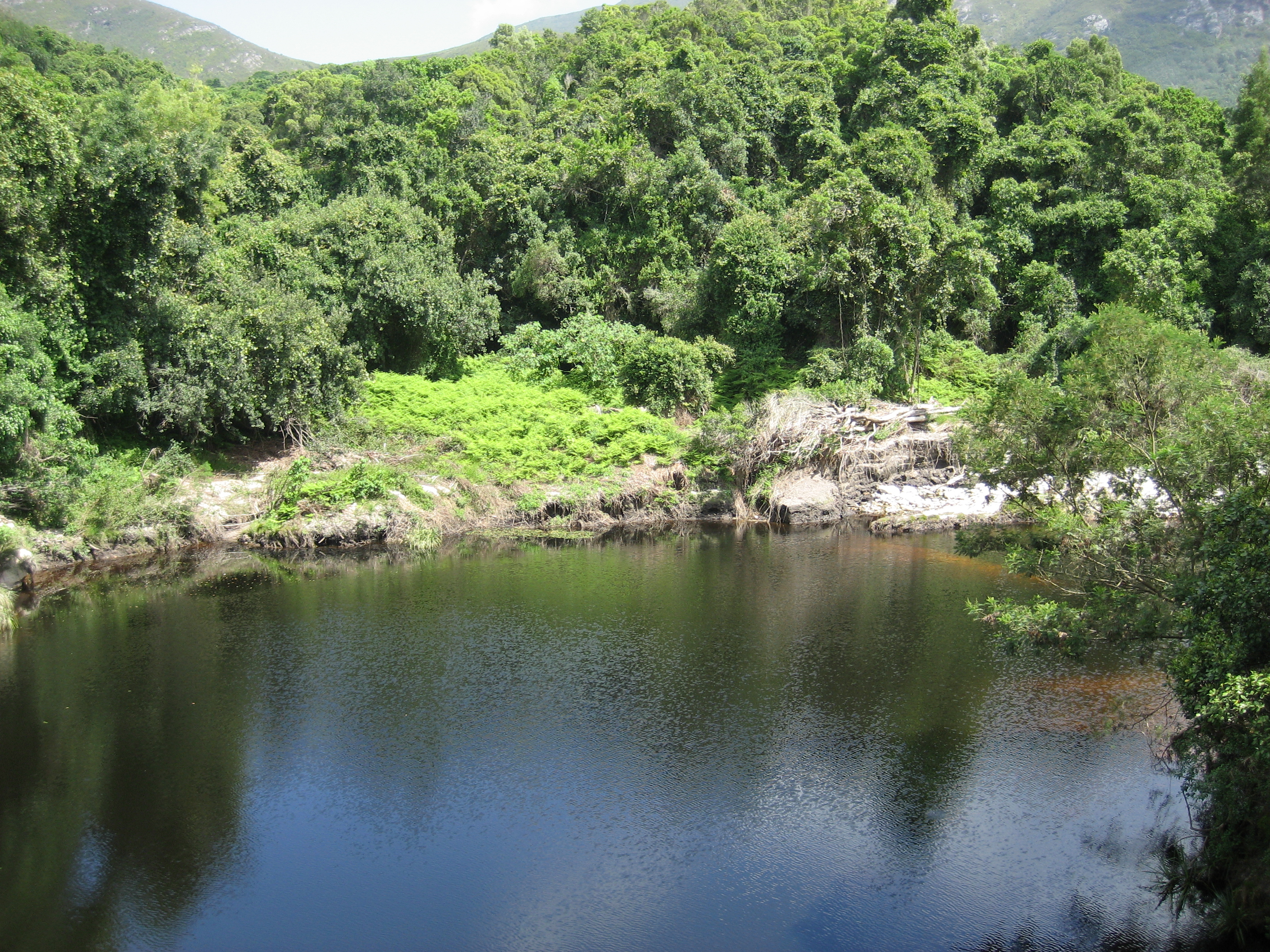
Im Wilderness-Nationalpark

Der Wilderness-Nationalpark war ein Nationalpark in Südafrika. Er erstreckte sich von der Mündung des Touw River in Wilderness bis über den Swartvlei hinaus, wo er in das Goukamma Nature Reserve überging. Damit schützte er fünf Seen und die Serpentine, einen gewundenen Wasserlauf, der den Island Lake mit dem Touw River (auf der Höhe des Ebb-and-Flow Rest Camp) miteinander verbindet.
Entlang der Garden Route erstreckt sich vor der Kulisse üppiger Wälder und erhabener Berge eine Küstenlandschaft mit Seen, Flussläufen, Meeresarmen und Stränden. In dieser Szenerie des Wilderness-Nationalparks verlaufen Naturpfade durch dichte Wälder und entlang ruhiger Flüsse. 
Am 6. März 2009 ging er in den Garden Route-Nationalpark auf.

## Besonderheiten
- Knysna-Seepferdchen
- Pansy Shells (Echinodiscus bisperforatus; Gehäuse eines zur Familie der Seeigel gehörenden Tiers; flache, rundliche Form, in die eine fünfblättrige Blüte eingestanzt scheint; das Emblem der Plettenberg Bay)
- Graufischer
- Fischreiher
- Seidenreiher